# HD61468
HD61468 — хімічно пекулярна зоря спектрального класу A3, що має видиму зоряну величину в смузі V приблизно  9,9.
Вона  розташована на відстані близько 1203,5 світлових років від Сонця.

## Пекулярний хімічний склад
Зоряна атмосфера HD61468 має підвищений вміст 
Eu
.